# Hóquei em trenó

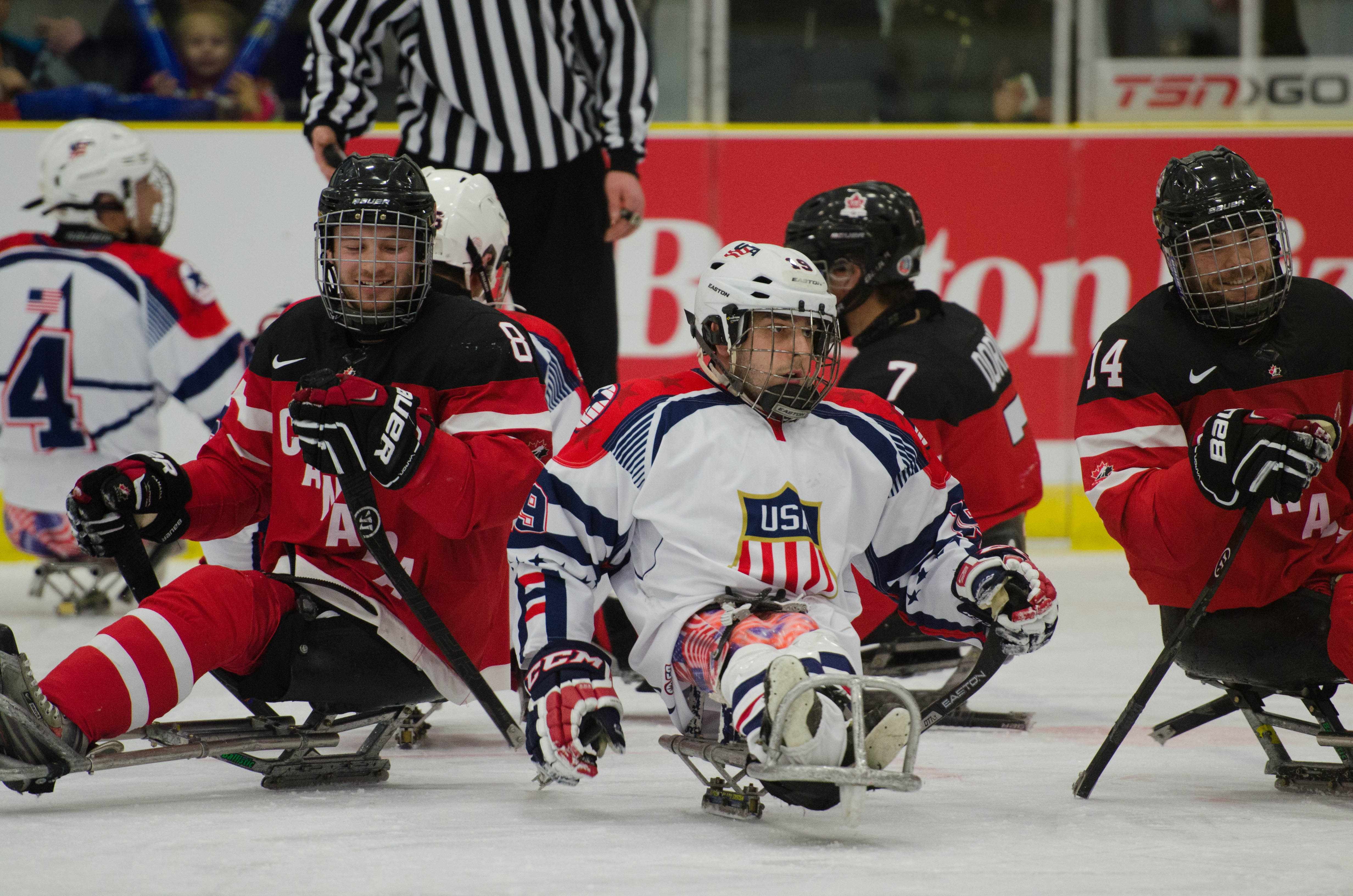
Jogadores estado-unidenses e canadenses competindo na modalidade

O hóquei em trenó, também conhecido como hóquei sobre trenó (do inglês, sledge hockey, sled hockey ou Para Ice hockey), é uma adaptação do hóquei no gelo para jogadores com deficiência física. O esporte foi inventado no início da década de 1960 em um centro de reabilitação em Estocolmo, Suécia, [carece de fontes?] e jogado com regulamento similar ao hóquei no gelo convencional. Os jogadores sentam-se em trenós e usam tacos de hóquei especiais com "dentes" de metal nas pontas dos cabos para locomoverem-se no gelo. As partidas são geralmente jogadas em rinques de patinação.
O hóquei em trenó faz parte do programa das Paraolimpíadas de Inverno desde 1994 e o Comitê Paraolímpico Internacional (IPC) atua como o órgão multinacional responsável pelo esporte. Desde 2016, o IPC promove a modalidade sob o nome (em inglês) de "Para ice hokey" como parte de um esforço para ampliara adesão ao esporte fora das Paraolimpíadas.

## História

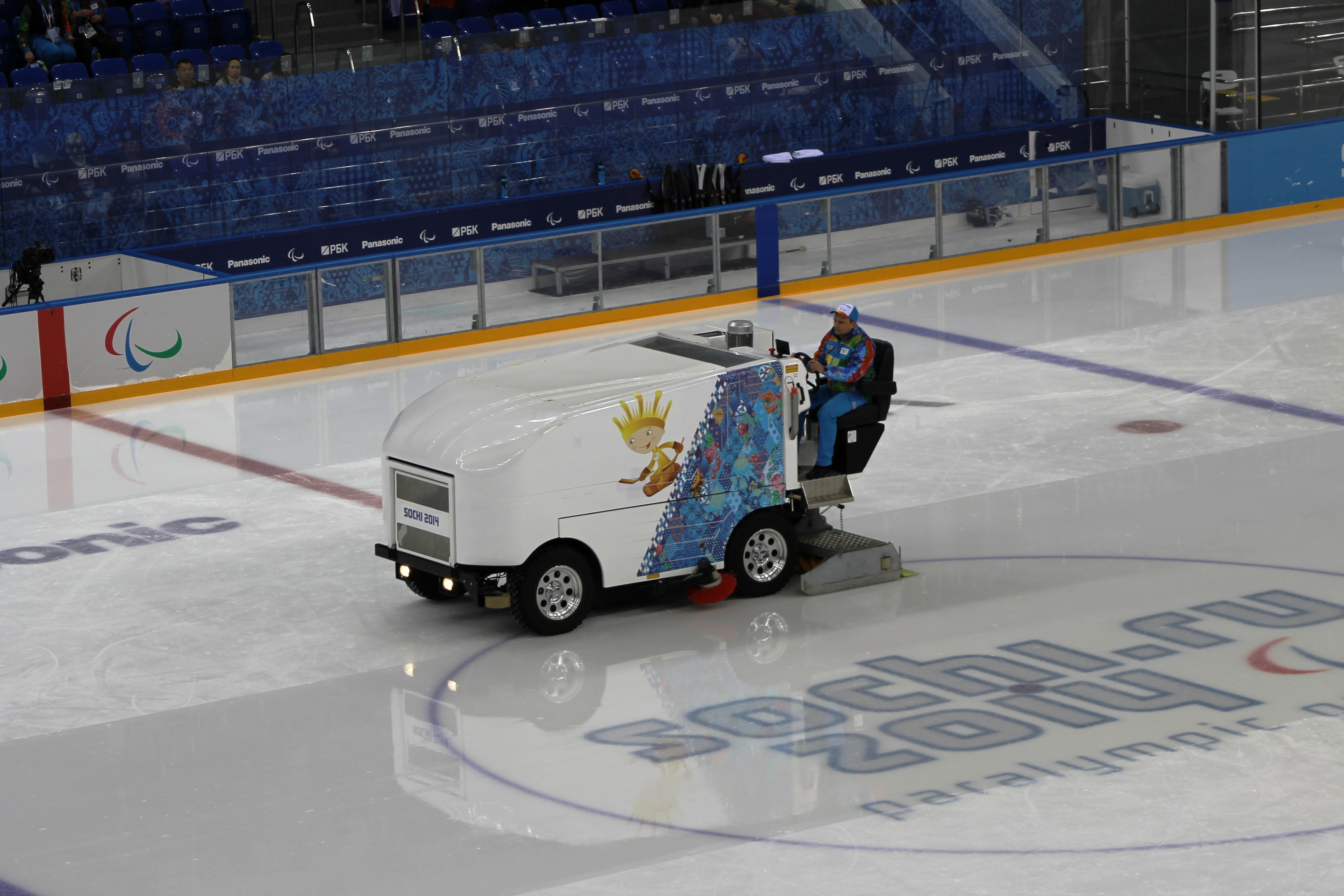
Preparação da Arena Shayba para o hóquei no gelo nas Paraolimpíadas de Inverno de 2014.

A competição entre equipes de hóquei em trenó começou em 1971, incluindo cinco times da Europa. Em 1981, a Grã-Bretanha estabeleceu seu primeiro time de hóquei em trenó, logo seguido pelo Canadá em 1982. Somente em 1990 os Estados Unidos desenvolveram seu primeiro time de hóquei em trenó. O hóquei em trenó continuou a se expandir quando a Estônia e o Japão desenvolveram suas equipes em 1993. O hóquei em trenó foi introduzido nas Paraolimpíadas de Inverno em 1994, com a Suécia conquistando a primeira medalha de ouro. Desde 2010, o hóquei em trenó é um evento misto. O hóquei em trenó se tornou um dos eventos mais populares das Paraolimpíadas de Inverno.
Em 30 de novembro de 2016, como parte de uma reformulação coletiva dos esportes auto-sancionados pelo IPC fora dos Jogos Paraolímpicos, e citando que a palavra "sledge" (trenó) tinha significados diferentes entre os idiomas, o Comitê Paraolímpico Internacional anunciou que doravante se referiria a hóquei em trenó como "Para Ice Hockey". Seu órgão homologador foi renomeado como World Para Ice Hockey.

## Hóquei em trenó feminino
Embora o hóquei em trenó nas Paraolimpíadas seja um evento misto desde 2010, apenas três jogadoras mulheres participaram do torneio paraolímpico até 2022, incluindo as jogadoras norueguesas Britt Mjaasund Oyen (1994; o evento não foi explicitamente designado como evento masculino naquele ano) e Lena Schroeder (2018), e a jogadora chinês Yu Jing (2022). Em 2006, Amanda Ahrnbom foi nomeada para o elenco sueco, mas foi considerada inelegível pouco antes dos Jogos, pois o evento era aberto apenas a jogadores do sexo masculino.
Embora a inclusão de mulheres em equipes masculinas tenha sido considerada um passo importante para o esporte, foram levantadas críticas sobre a falta de esforços para promover o hóquei em trenó feminino - especialmente fora das Paraolimpíadas. Peggy Assinck, da seleção canadense, argumentou que o formato misto nas Paraolimpíadas tem sido prejudicial ao hóquei em trenó feminino, afirmando que "o argumento sempre foi: 'Bem, há um lugar para elas, elas simplesmente ainda não foram selecionadas.' E em um esporte de contato total, isso é pedir muito”.
A primeira Copa Internacional Feminina de Hóquei em Trenó do IPC foi realizada em 2014. Em 2022, o evento foi sucedido pelo Para Ice Hockey Women's World Challenge.